# 加拉塔斯峰
加拉塔斯峰（英語：Galatos Peak）是南極洲的山峰，位於維多利亞地的彭內爾海岸，屬於弗賴貝格山脈中薩拉曼德山脈的一部分，海拔高度2,045米，由新西蘭探險隊命名，現時由南極條約體系管理。